# Obergesteln

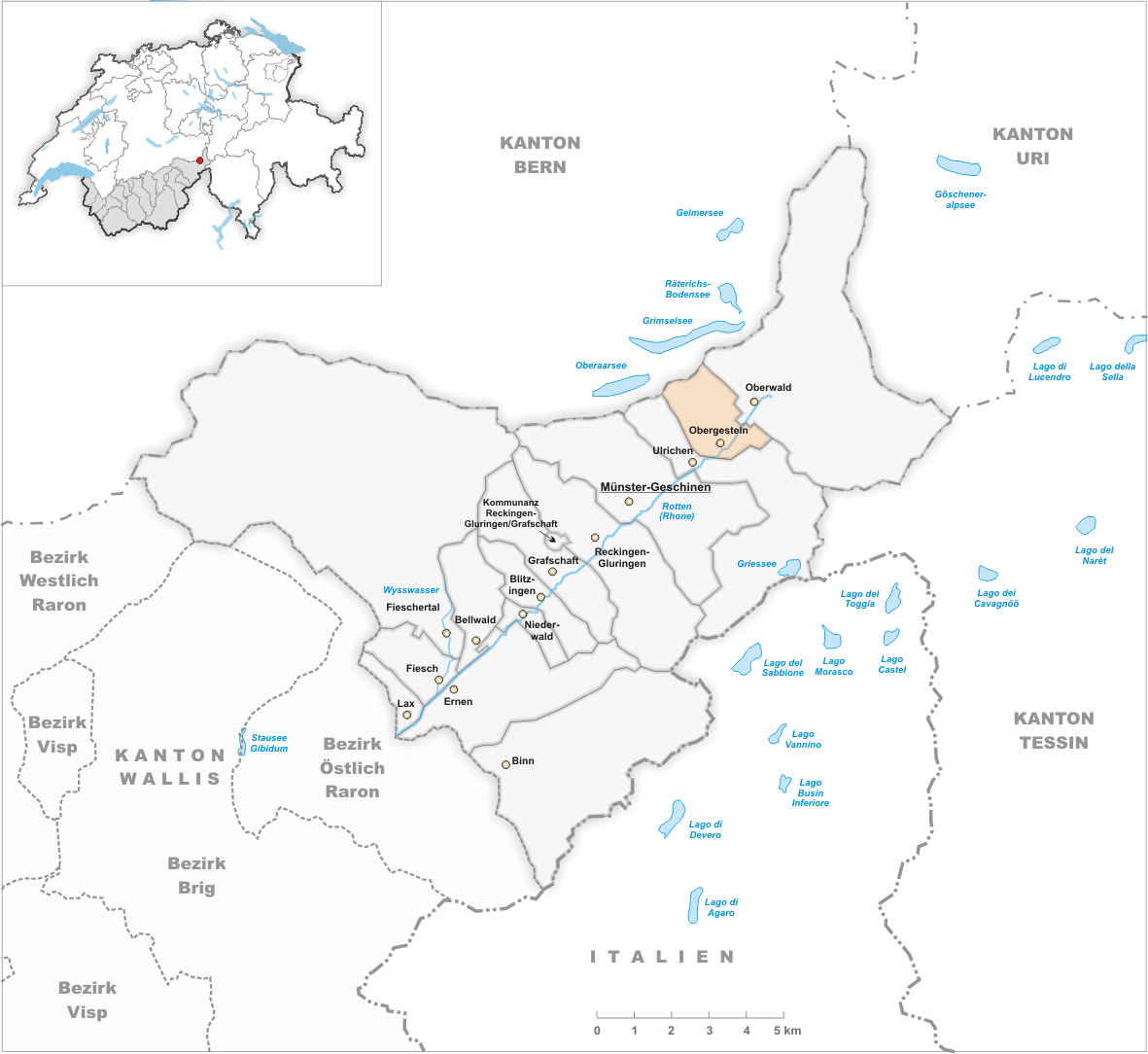
Gemeindestand vor der Fusion am 31. Dezember 2008

Obergesteln (walliserdeutsch: Geschle, Obergeschle [geʃːlə ˈobərgeʃːlə]) ist eine Ortschaft in der Walliser Munizipalgemeinde Obergoms sowie eine Pfarrgemeinde im Dekanat Ernen.

## Geschichte

Luftbild (1949)

Der Ort findet sich erstmals 1322 in der Phrase Willermus ab püle de castellione bezeugt. Er geht auf lateinisch-romanisches castelliōne zurück, das die Verkleinerungsform zu lateinisch castellum «befestigtes Lager, Burg» ist.
Das Dorf wurde mehrmals von Naturereignissen und Feuersbrünsten betroffen. Wie die Nachbargemeinden Oberwald und Unterwassern wurde es während des Rarner Krieges 1419 von den Bernern in Schutt und Asche gelegt. Für dieses Dorf sind allerdings ältere Erwähnungen erhalten. So fand 1417 hier ein Felssturz statt. Die Kirche wird 1309 erstmals erwähnt, und auf dem Kirchhügel, wo sie sich befindet, vermutet man ein römisches Kastell.
Im Jahre 1658 veranlasste eine Lawine die Verlegung des Backhauses. Am 18. Februar 1720 wurde der westliche Dorfteil von einer Staublawine erfasst. Es wird von 83 betroffenen Firsten an 35 Häusern berichtet (Auch 56 Gebäude und 27 Wohnhäuser mit 83 Gemächern). Durch die Lawine wurde der Rotten gestaut, und Feuer brach aus. An diese Katastrophe erinnert das Kreuz an der äusseren südlichen Kirchenmauer. Im Jahre 1725 riss eine Lawine erneut die eben frisch errichteten Häuser weg, so dass beschlossen wurde, nur noch zwischen Rotten und Kirchhügel zu bauen.
Eine Feuersbrunst legte 1868 neun Gebäude der Ortschaft in Schutt und Asche. Am Ende des Feuers, welches am 2. September 1868 ausbrach, standen nur noch vier Nutzbauten und das Backhaus. Der Staatsrat des Kantons Wallis beauftragte daraufhin den Ingenieur Ernest von Stockeralper (1838–1919) und den Architekten Joseph de Kalbermatten (1840–1920) mit dem Wiederaufbau. Architekt de Kalbermatten – er hatte am Polytechnikum Zürich bei Gottfried Semper studiert – liess sich bei seinen Plänen von den Wiederaufbauplänen der 1861 durch einen Brand zerstörten Stadt Glarus inspirieren. Typisch für Obergesteln sind schachbrettartig angeordnete Steinbauten mit Steinplattendächern und breite, langgezogene Gassen, um weitere Feuersbrünste zu verhindern. In der Folge des Brandes entstand eine Auswanderungswelle nach Amerika, hier vor allem nach Kalifornien, die bis 1911 anhielt.
Am 25. November 2007 wurde in einer Volksabstimmung eine Fusion der bis anhin selbständigen drei Obergommer Munizipalgemeinden Obergesteln, Oberwald und Ulrichen gutgeheissen. Die neue Gemeinde Obergoms besteht seit dem 1. Januar 2009.

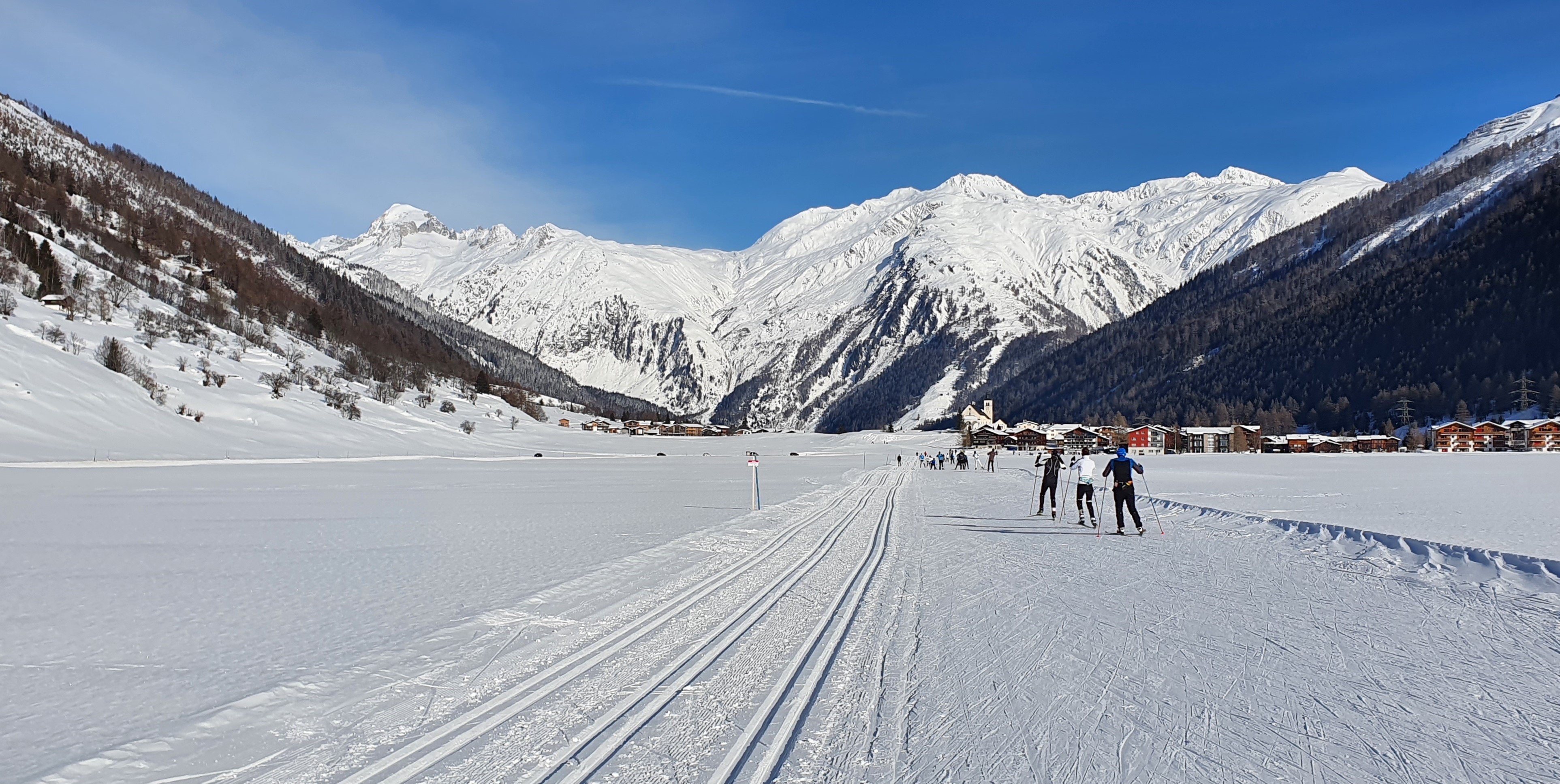
Obergesteln, von der Sonnenloipe aus gesehen

## Bevölkerung
| Bevölkerungsentwicklung | Bevölkerungsentwicklung | Bevölkerungsentwicklung | Bevölkerungsentwicklung | Bevölkerungsentwicklung | Bevölkerungsentwicklung |
| ----------------------- | ----------------------- | ----------------------- | ----------------------- | ----------------------- | ----------------------- |
| Jahr                    | 1850                    | 1900                    | 1950                    | 1990                    | 2007                    |
| Einwohner               | 249                     | 242                     | 240                     | 195                     | 209                     |

## Naturdenkmal
In Obergesteln steht der wahrscheinlich älteste Baum der Schweiz, eine ca. 700 Jahre alte Lärche. Da die Lärche mit einem Umfang von 7,4 Meter bis in eine Höhe von zirka 20 Meter hohl ist, ist eine Kernbohrung zur genauen Bestimmung des Alters mittels Jahrringen nicht möglich. Das Alter wurde auf Grund von Vergleichen geschätzt.

## Persönlichkeiten
- Konrad Hallenbarter (* 1953), Wasalaufsieger 1983, geboren und aufgewachsen in Obergesteln
- Beat Jost (* 1954), Gewerkschafter, Journalist und Walliser Politiker, geboren und aufgewachsen in Obergesteln
- Martin Werlen (* 1962), Abt des Klosters Einsiedeln (2001–2013), geboren und aufgewachsen in Obergesteln
- Simon Hallenbarter (1979–2022), Biathlet und dreimaliger Olympiateilnehmer